# Stanmore Common
Stanmore Common est un parc public de 49,2 hectares, une réserve naturelle locale et un site d'importance métropolitaine pour la conservation de la nature situé à Stanmore dans le Borough londonien de Harrow. Il appartient au Harrow Council et est géré par le conseil avec un groupe local ,. C'était un site biologique d'intérêt scientifique spécial, mais il a été déclassé au début des années 1990 ,,.

## Histoire
Il existe plusieurs sites archéologiques importants sur la commune, dont les tumuli de l'âge du bronze. En 793 apr. J.-C., des terres à Stanmore furent données par le roi de Mercie à l'abbaye de St Albans, qui les conserva jusqu'à la conquête normande. À la suite d'une loi sur la clôture en 1813, une grande partie des terres ont été perdues au profit de la propriété privée, mais environ 120 acres de Stanmore Common sont restés des terres communes, détenues par le Harrow Urban District Council .

## Écologie
Le Common est boisé avec des landes, et deux étangs créés artificiellement . La majeure partie de la forêt est secondaire car les bois anciens ont été défrichés depuis longtemps pour le pâturage, à l'exception d'une zone de sept hectares de forêt plus ancienne à The Grove  . Le Common possède de nombreuses espèces végétales rares, dont les seules orchidées tachetées de Londres. Les oiseaux incluent le moucherolle tacheté (en déclin) et le bouvreuil. Il existe également des insectes rares, et les mammifères comprennent les cerfs muntjac, les souris sylvestres, les campagnols et les musaraignes des champs . 

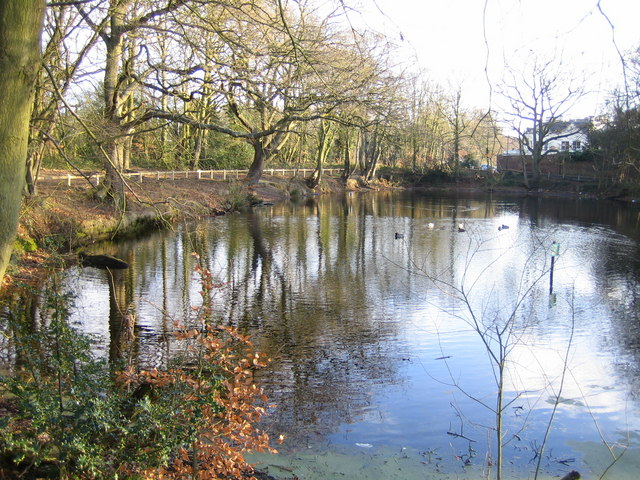
The Fish Pond
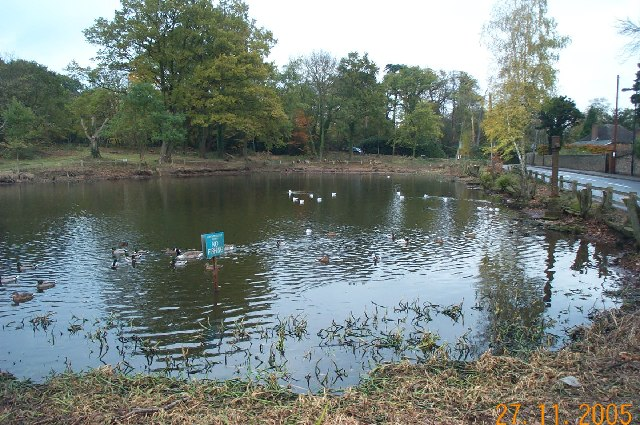
Spring Pond
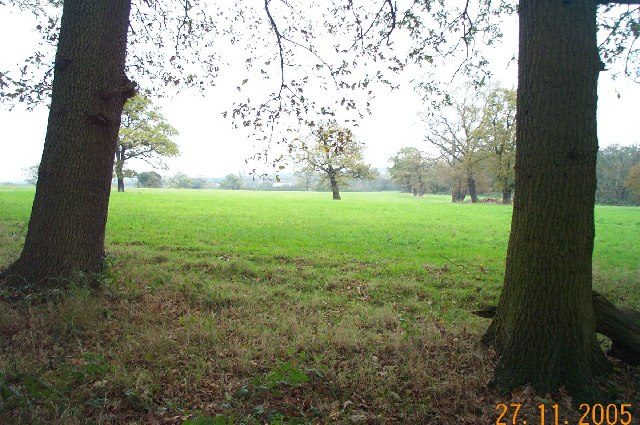
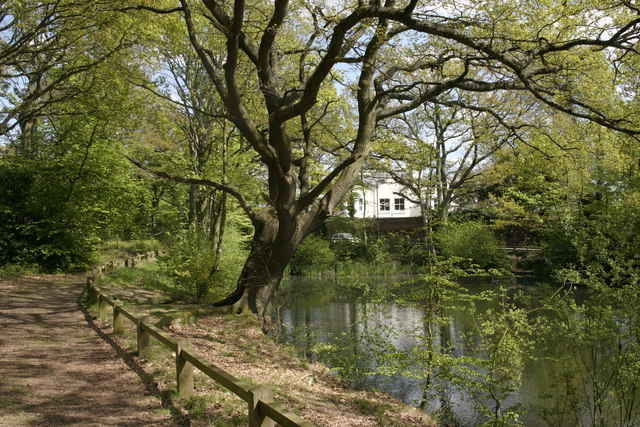

## Accès
Il y a un parking sur Warren Lane et l'accès est également possible depuis The Common ,.